# Waterford (Île-du-Prince-Édouard)
Pour les articles homonymes, voir Waterford.
Waterford est une communauté dans le Lot 1 sur l'Île-du-Prince-Édouard, au Canada, au sud-ouest de Tignish.